# Oedipina elongata
Espèce
Synonymes
- Oedipus elongatus Schmidt, 1936

Statut de conservation UICN

 LC  : Préoccupation mineure
Oedipina elongata est une espèce d'urodèles de la famille des Plethodontidae.

## Répartition
Cette espèce est endémique de l'Amérique centrale. Elle se rencontre jusqu'à 1 035 m d'altitude :
- dans l'État du Chiapas au Mexique ;
- au Belize ;
- au Guatemala ;
- dans l'ouest du Honduras.

## Publication originale
- Schmidt, 1936 : Guatemalan salamanders of the genus Oedipus. Field Museum of Natural History Publication, Zoological Series, vol. 20, no 17, p. 135-166 (texte intégral).